# Crawford Notch
Crawford Notch est un col de montagne situé à 586 mètres d'altitude dans les montagnes Blanches du New Hampshire, dans le parc d'État de Crawford Notch.

## Géographie

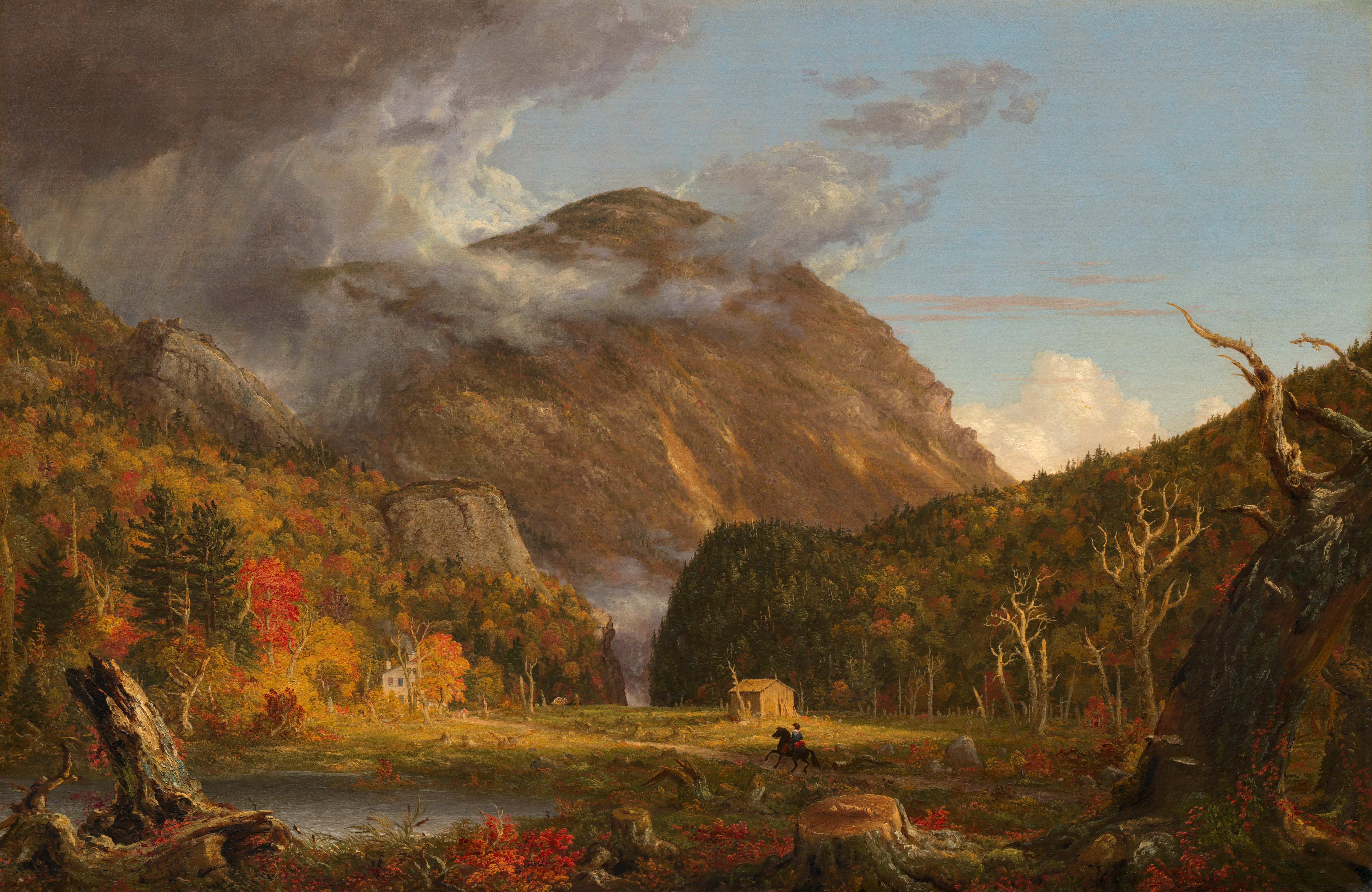
Représentation de Crawford Notch par Thomas Cole en 1839.

Le col de Crawford Notch se trouve à l'extrémité septentrionale de la vallée abrupte et étroite de la rivière Saco, dans les montagnes Blanches du New Hampshire, située presque entièrement dans la municipalité de Hart's Location. Environ la moitié de cette ville est située dans le parc d'État de Crawford Notch. Le col constitue l'extrémité méridionale d'une plaine au sud-est de la ville de Carroll et de Bretton Woods. La pente abrupte de la gorge de la rivière Saco contraste avec la descente paisible du drainage vers le nord dans le bassin versant du ruisseau Crawford et finalement de la rivière Ammonoosuc. Le chaînon Presidential est situé juste a l'est. La gorge, comme Hart's Location, est divisée en deux par l'autoroute 302 des États-Unis et la rivière Saco, qui ont un tracé parallèle et descendent vers North Conway.